# Agents of S.H.I.E.L.D.: Slingshot
Marvel's Agents of S.H.I.E.L.D.: Slingshot nebo jednoduše Agents of S.H.I.E.L.D.: Slingshot je americký webový seriál vytvořený pro stanici ABC od Geoffreyho Cola založen na marvelovské špionážní agentuře S.H.I.E.L.D. a postavě Yo-Yo Rodriguezové. Seriál je časově zařazen před čtvrtou sérii seriálu Agenti S.H.I.E.L.D. V hlavní roli agentky Yo-Yo Rodriguezové se představila Natalia Cordova-Buckley, hlavní role dále hráli i někteří další herci ze seriálu Agenti S.H.I.E.L.D.; Clark Gregg, Chloe Bennet, Jason O'Mara, Ming-Na Wen, Iain De Caestecker a Elizabeth Henstridge.
Všech šest dílů seriálu bylo vydáno 13. prosince 2016. Seriál získal kladné hodnocení od kritiků a vyhrál ocenění Webby Award.

## Obsazení

### Hlavní role
- Clark Gregg jako Phil Coulson – agent a bývalý ředitel S.H.I.E.L.D.u
- Chloe Bennet jako Daisy Johnsonová / Quake – bývalá agentka S.H.I.E.L.D.u a Inhuman
- Natalia Cordova-Buckley jako Elena „Yo-Yo“ Rodriguezová – Inhuman
- Jason O'Mara jako Jeffrey Mace – nový ředitel S.H.I.E.L.D.u
- Ming-Na Wen jako Melinda Mayová – agentka S.H.I.E.L.D.u
- Iain De Caestecker jako Leo Fitz – agent S.H.I.E.L.D.u se specializací na strojírenství
- Elizabeth Henstridge as Jemma Simmonsová – agentka S.H.I.E.L.D.u se specializací na biologické vědy
- Henry Simmons jako Alphonso „Mack“ MacKenzie – agent S.H.I.E.L.D.u, mechanik

### Vedlejší a hostující role
- Yancey Arias jako Victor Ramon – bývalý člen kolumbijské policie, dealer zbraní, který zabil Rodriguezové synovce
- Alexander Wraith jako Anderson – agent S.H.I.E.L.D.u
- Deren Tadlock jako Cecilio – agent S.H.I.E.L.D.u
- Matt Berberi a Hiroo Minami jako Ramonovi spolupracovníci
- Dale Pavinski jako Alpha Dog – člen teroristické organizace Watchdogs

## Seznam dílů
| Č. v seriálu | Původní název | Režie          | Scénář                          | Premiéra v USA    |
| ------------ | ------------- | -------------- | ------------------------------- | ----------------- |
| 1            | Vendetta      | Joe Quesada    | James C. Oliver a Sharla Oliver | 13. prosince 2016 |
| 2            | John Hancock  | Feliks Parnell | James C. Oliver a Sharla Oliver | 13. prosince 2016 |
| 3            | Progress      | Keith Potter   | George Kitson                   | 13. prosince 2016 |
| 4            | Reunion       | Chris Cheramie | Iden Baghdadchi                 | 13. prosince 2016 |
| 5            | Deal Breaker  | John P. Gordon | Iden Baghdadchi a Mark Leitner  | 13. prosince 2016 |
| 6            | Justicia      | Mark Kolpack   | Mark Leitner                    | 13. prosince 2016 |